# Малый крот
Малый крот или малоазиатский крот (Talpa levantis)  — вид из рода обыкновенных кротов (Talpa) семейства Talpidae. Он встречается в Армении, Азербайджане, Грузии, России и Турции.

## Описание
Сходен и по окраске и по внешнему виду с другими видами рода, но отличается меньшими размерами. Длина тела 82—124 мм, хвоста — 17—37 мм, стопы — 12—19 мм.
Кондило-базальная длина черепа 26.2—31.4 мм. Задний край слёзного отверстия, обычно, находится над коронкой М2, реже над границей М1 и М2. Задний край подглазничного отверстия расположен над центральной частью коронки М2. В ключице, которая у кротов массивна, имеется, в отличие от кавказского крота, сквозное отверстие. У кавказского крота ключицв сплошная. Это основное морфологическое отличие кавказских кротов, позвооляющее их определять в полевых условиях. Кроме того они отличаются кариотипом, у кавказского 38 хромосом.
Хромосомный набор 2n = 34, NF = 66, 68. В кариотипе одна пара акроцентриков, 2 пары субметацентриков и 13 пар метацентрических хромосом. Х-хромосома — метацентрик, Y — точечный элемент. На 7 паре хромосом есть вторичная перетяжка. Обнаружена внутривидовая изменчивость кариотипа.

## Ареал
Кроме России и стран Закавказья (Грузии, Армении, Азербайджана) встречается в Турции и Болгарии. Северная граница идёт от Гагр на побережье Чёрного моря к верховьям р. Белая, и дальше пос. Хамышки (Адыгея), станицу Зеленчукская (Карачаево-Черкессия), Моздок (Осетия), по долине Терека выходит к Кизляру, где поворачивает на юг. Восточная и юно-восточная границы от Хасавюрта идёт на юг к г. Гах (Азербайджан), далее до г. Огуз, поворачивает на юго-запад к городу Аджикенду и переская р. Дзегамчай проходит к Еревану, где поворачивает к северо-западу к границе с Турцией. В Азербайджане границв обходит Талышские горы с севера и запада — там обитает самостоятельный вид талышский крот, раннее рассматривавшийся как подвид малого крота.
В целом, в Турции ареал вытянут относительно узкой полосой вдоль южных берегов Мраморного и Чёрного морей вплоть до юго-восточной Болгарии, но при этом не сплошной, а представлен несколькими изолятами. Европейская часть ареала находится горах Странджа (по другим данным европейские популяции малого крота сейчас выделены в самостоятельный вид — Talpa martinorum). Вдоль берега Чёрного моря полоса также не сплошная, а с вероятным разрывом в Пафлагонии между Зонгулдаком и Синопом, но нельзя исключить, что этот разрыв связан с недостаточными коллекционными сборами из этого района. Обнаружен небольшой изолят этого вида у западной окнечности озера Ван (окрестности г. Татван):101.

## Образ жизни
Населяет широкий спектр биотопов от широколиственных лесов до альпийскийх лугов. В горах до высоты 2400 м над уровнем моря. В Турции обитает в широклиственных и хвойных лесах и в том числе на лугах с редким травостоем на песчаных дюнах вдоль Черного моря.
Обычен, но нигде не достигает высокой численности. Самая высокая численность в Западном Кавказе и лесах Малого КАвказа около Иждевана (3-4 перехода на 1 км маршрута). В лесах Завпадного Кавказа численность уступает казвказскому кроту и только в альпийских и субальпийских лугах малый крот доминирует над ними.
Питается преимущественно насекомыми (личинки и куколки бабочек (совки), взрослые жки и их личинки (жужелицы, щелкуны, долгоносики), присутствуют в рационе и многоножки. Дождевые черви в отличие от других кротов в питании играют подчинённую роль.
Характерна круглосуточная активность, но пики приходятся на ранее утро и после захода солнца.
Магистральные ходы роёт глубже, чем другие кроты, на глубине 50 см. Кормовые ходы обычно на глубине 10-15 см, или под подстилкой в лесах.
Спаривание происходит в феврале, рождение детёныцей в конце марта - в апреле. На Кавказе размножается один раз весной. Выводок от 2 до 5 молодых, в среднем 3.7. Половой зрелость наступаетв 11 месяцев. Макисмальная продолжительность жизни 6 лет.
Предполагают, что малый крот иметт более сильный мускусный запах по сравнению с другими видами рода.

## Систематика
Был описан Томасом как подвид слепого крота Talpa caeca levantis. С кавказским кротом ареалы широкоперекрываются. В районах симпатрии хорошо различаются по размерам, но аллопатрические популяции по размерам могут перекрываться (единственный надёжный морфологический признак - отверстие включице у малого крота). Б. Криштофек и В. Вохралик в трёх точках в Анатолии (Улудаг; между Акшакоджа и Алапли; Болу, Семен Даг) обнаружили кротов, осторожно определённых ими как Talpa cf. caeca:106. Если это действительно слепые кроты, то это означает, что малый крот симпатричен с реликтовыми популяциями этого вида в Анатолии. С обыкновенным кротом малый крот парапатричен в Европейской части Турции:98, 102.
Описаны три подвида:
- Talpa levantis levantis (Thomas, 1906) Типовое местонаждения: Турция, юг Трабзона, Scalita (= Алтиндере).
- Talpa levantis minima Deparma, 1959. Длина тела 82-112 мм. Ставропольская и Колхидская низменности, Западный Кавказ.
- Talpa levantis transcaucasica Dahl, 1944. Длина тела 100-125 мм; обитает в Центральном Предкавказье, Центральной части Большого Кавказа и юго-востоке Малого Кавказа. Этот подвид иногда считается отдельным видом, но более поздние исследования опровергли это[3][5].

Ранее талышский крот (T. talyschensis) ранее считался конспецифичным малому кроту, но более поздние исследования показали, что он самостоятельный вид.